# Keramos (Karien)
Koordinaten: 37° 3′ N, 27° 56′ O
Keramos (griechisch: Κέραμος, latinisiert Ceramus) war eine antike Stadt an der Nordküste des Kerameiischen Golfs in Karien.

## Name
Der karische Name der Siedlung war wahrscheinlich *kbod-. Keramos (κέραμος) bedeutet auf Griechisch Töpferton, Tongefäß, jedoch machen antike Quellen keinerlei Aussagen zum Namen der Stadt; antike Keramikproduktion am Ort ist nicht nachgewiesen. Eine ältere bisher nicht bestätigte Theorie besagt, der hellenistische Name der Stadt gehe zurück auf Keramos; er ist in der griechischen Mythologie der Sohn von Dionysos und Ariadne sowie Heros der Töpfer.
Der türkische Name für die Ruinenstätte lautet Gereme.

## Lage
Ursprünglich lag die Stadt am Nordufer des Golfs von Kos. Die Stadt war so bedeutend, dass die Meeresbucht Kerameiischer Golf (griechisch: Κεραμεικός κόλπος, lateinisch: Ceramicus sinus) genannt wurde. Die Ruinen am Südhang des Menteşe-Gebirges liegen heute wegen der Verlandung der Küste ungefähr vier bis fünf Kilometer vom Meer entfernt. Das Dorf Ören grenzt unmittelbar an die antike Stätte.

## Geschichte

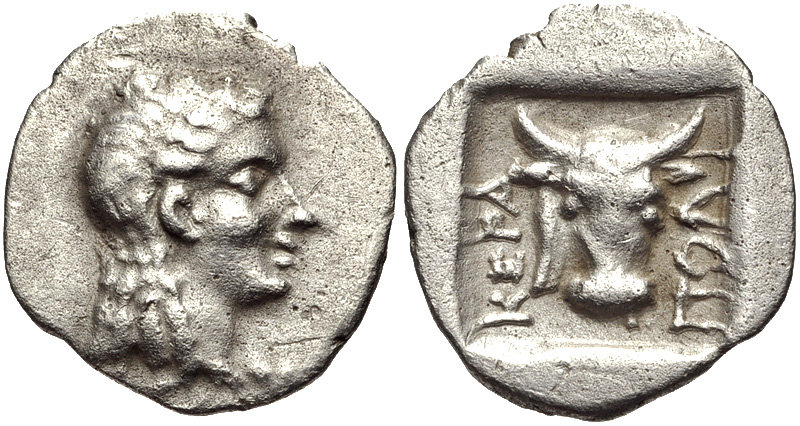
Münze aus dem 2. Jh. v. Chr. die Apollon zeigt

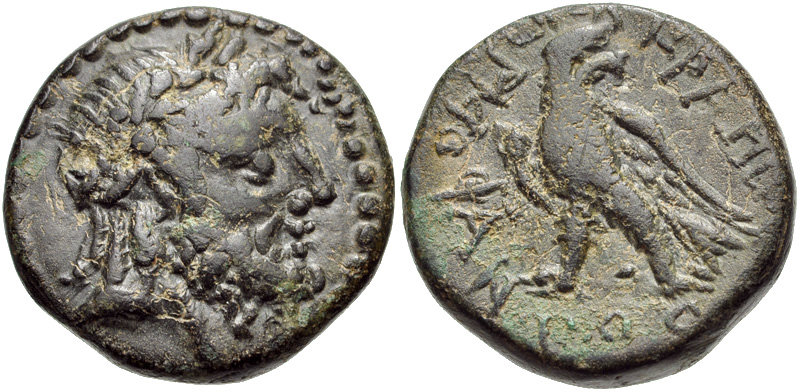
Münze aus dem 2. bis 1. Jh. v. Chr. mit Zeus Chrysaoreus

Keramos war ursprünglich eine karische Gründung. Im Zuge der Ionischen Kolonisation kam es ab dem 6. Jahrhundert v. Chr. zur Hellenisierung der Stadt.
Gesicherte Daten zur Geschichte gibt es wenige. So war Keramos bereits 454/3 v. Chr. Mitglied des Attischen Seebunds mit einem hohen Beitrag von 9.000 Drachmen (entspricht 1 ½ Talenten). Im 3. Jahrhundert v. Chr. war die Stadt Mitglied des Chrysaorischen Bundes der Karer, der bis 203 v. Chr. bestand. Erst wieder 189/8 v. Chr. taucht Keramos in Quellen auf. Rhodos bekam im Vertrag von Apameia Kibotos für die Unterstützung Roms im Kampf gegen die Seleukiden Besitzungen in Lykien und Karien, darunter die Stadt Keramos. 168 v. Chr. verweigerte Rhodos den Römern die Unterstützung gegen die Makedonier, deshalb verlor Rhodos seinen Festlandsbesitz und 167 v. Chr. war Keramos wieder eine freie Stadt. Keramos schloss daraufhin ein Schutzbündnis mit Rhodos, das in eine große Abhängigkeit führte.
129 v. Chr. wurde die Stadt Teil des römischen Reiches und in die Provinz Asia eingegliedert, durfte aber noch eine Zeit lang eigene Münzen prägen. 81 v. Chr. wies Sulla Keramos mit einem Senatsbeschluss (senatus consultum de Stratonicensibus) der Stadt Stratonikeia zu. Ab dann setzte ein anhaltender Bedeutungsverlust ein. Um circa 300 n. Chr. wurde die Stadt aus bisher unbekannten Gründen aufgegeben.

## Bauwerke
Von der Siedlung sind nur wenige Bauwerke übrig. Die Stadt selbst wurde im quadratischen Muster angelegt. Am besten erhalten sind Teile der nördlichen Stadtmauer. Die Kalksteinmauer besteht aus einem unteren älteren Teil Zyklopenmauerwerk in der Sonderform des Lesbischen Mauerwerks (nach der Insel Lesbos benannt), auf denen mehrere Reihen jüngeres lineares Mauerwerk folgen. Der Haupteingang in die Stadt lag vermutlich auf der Talseite im Süden.
Es befinden sich noch Reste eines ionischen und eines korinthischen Tempels auf einem Felsenplateau, die ungefähr 25 Meter lang waren. Es wird vermutet, dass hier ein Tempel des Zeus Chrysaoreus stand.
Daneben gibt es noch Reste der Akropolis, die sich am Ende des Plateaus Richtung des Flusses Ören (Ören Çayı) befindet, sowie Reste eines römischen Badehauses und Gräber aus verschiedenen Epochen.
In osmanischer Zeit wurden viele Steine von Keramos in den Häusern der neu entstandenen Ortschaft, die später Ören genannt wurde, verbaut.

## Kirchengeschichte
Keramos war in der Spätantike und in byzantinischer Zeit Sitz eines Bischofs. Es wird in den Notitiae Episcopatuum Ecclesiae Constantinopolitanae bis zum 12. Jahrhundert als Suffraganbistum geführt, das zur Erzdiözese Stauropolis gehörte, was jedoch nicht bedeutet, dass dort noch Bischöfe residierten
Drei Bischöfe bzw. deren Vertreter sind überliefert:
- Spoudasios (griechisch: Σπουδάσιος), der 431 am Ersten Konzil von Ephesos teilnahm;
- Maurianos (griechisch: Μαυριανός), der 787 am Zweiten Konzil von Nikaia teilnahm; als Vertreter des Episkopats, nicht als Bischof[4]
- Symeon (griechisch: Συμεών), Teilnehmer des Vierten Konzils von Konstantinopel, wo er 879 bis 880 an der Rehabilitierung von Photios I. beteiligt war.[5]

Heute ist Ceramus ein Titularbistum der katholischen Kirche.

## Bekannte Personen der Stadt
- Polites von Keramos (griechisch: Πολίτης), er gewann 69 n. Chr. in Olympia bei den Olympischen Spielen als Läufer drei Rennen an einem Tag.[6]

## Bildergalerie

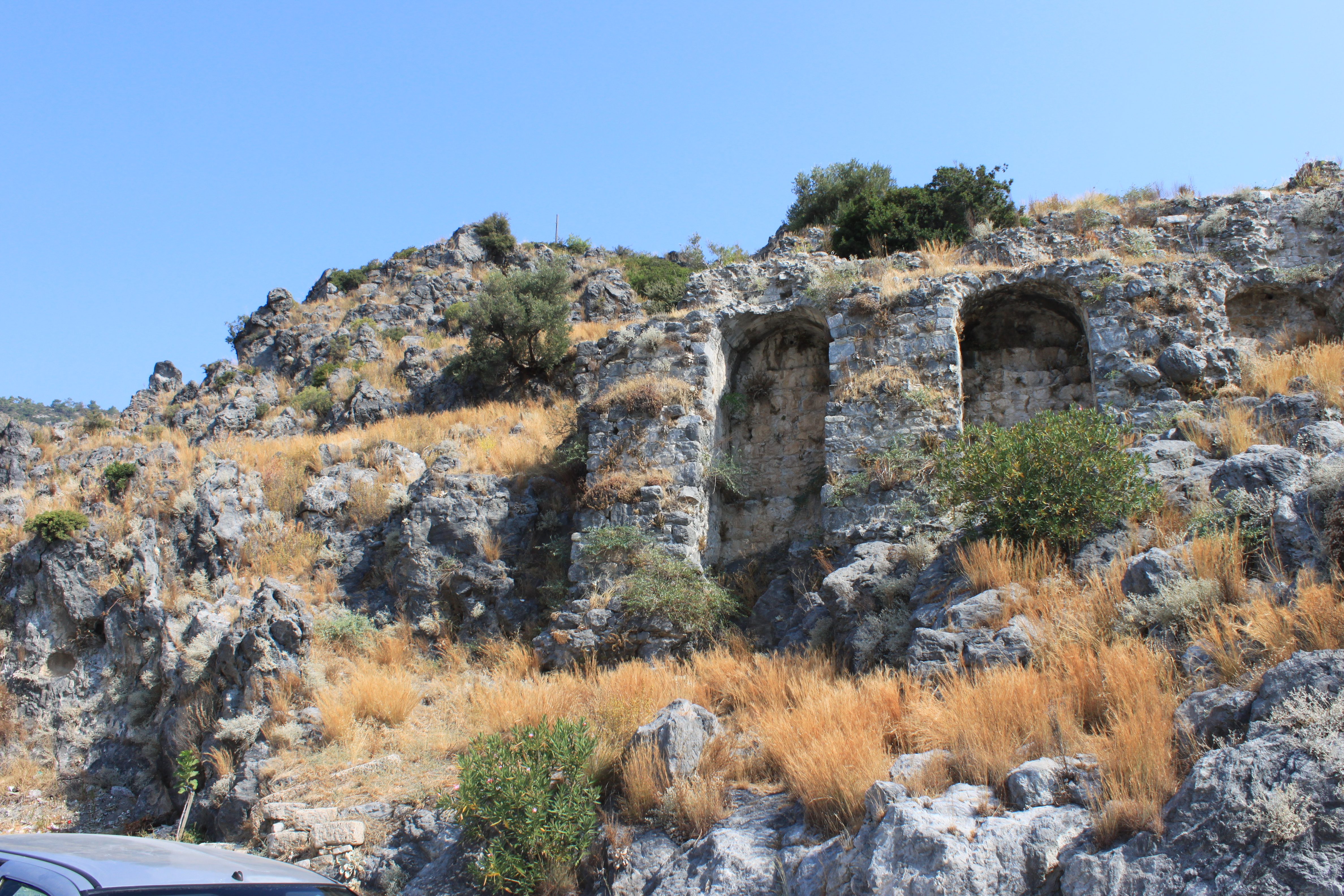
Römische Ruinen aus dem 1. bis 2. Jahrhundert n. Chr.
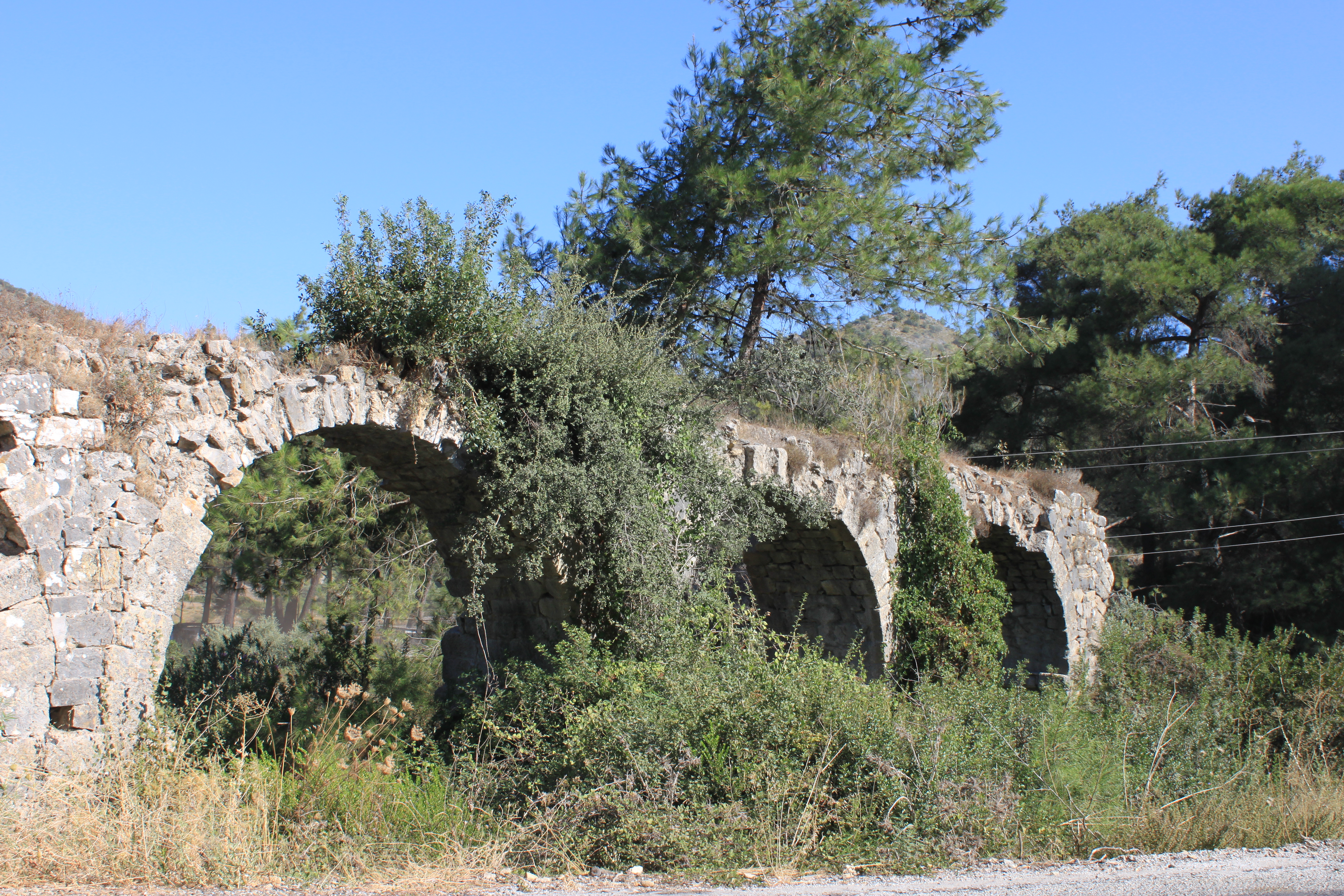
Römische Brücke östlich von Keramos, ca. 1. bis 2. Jahrhundert n. Chr.
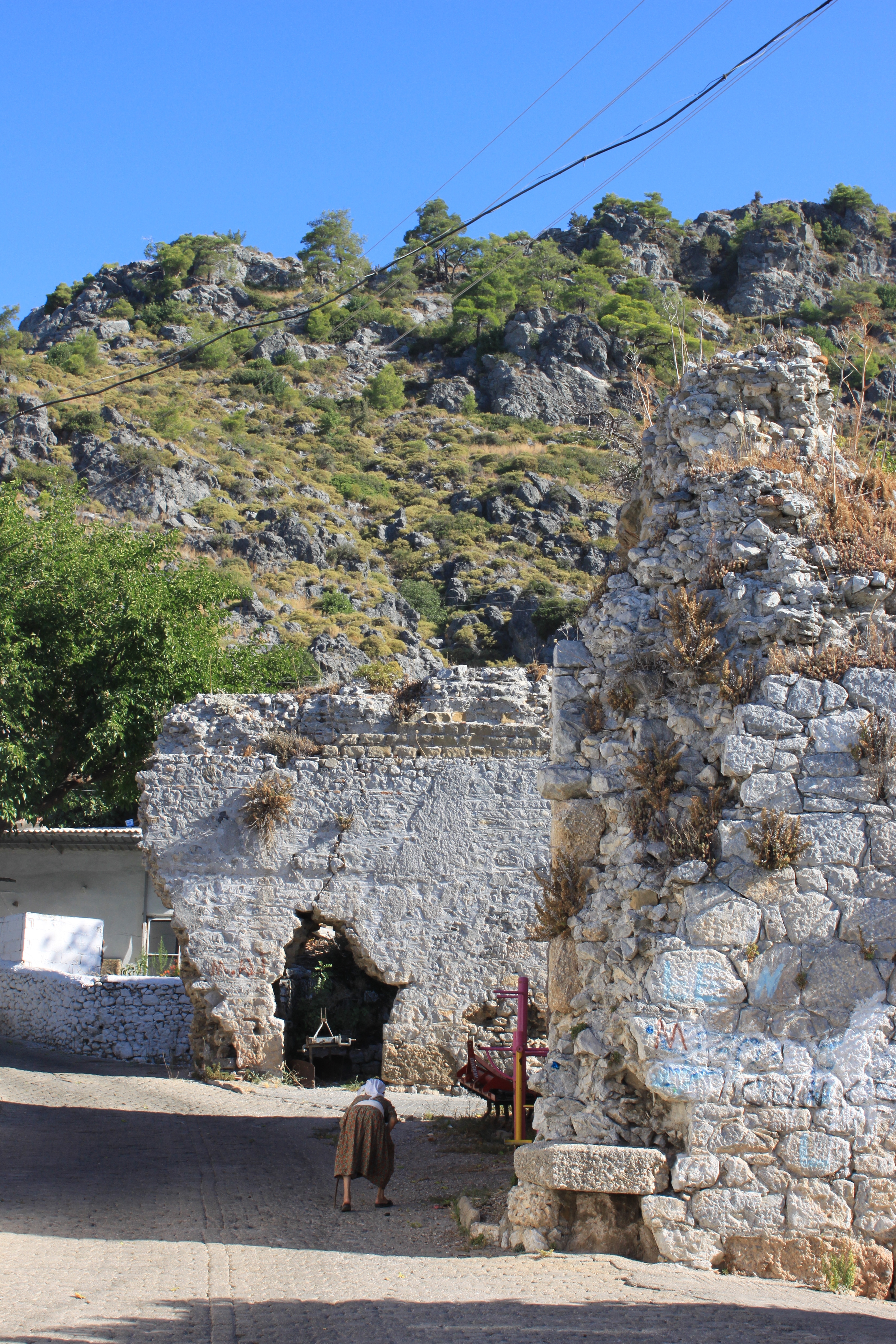
Keramos, griechische Befestigungsanlagen aus vorchristlicher Zeit mitten im Dorf Ören.
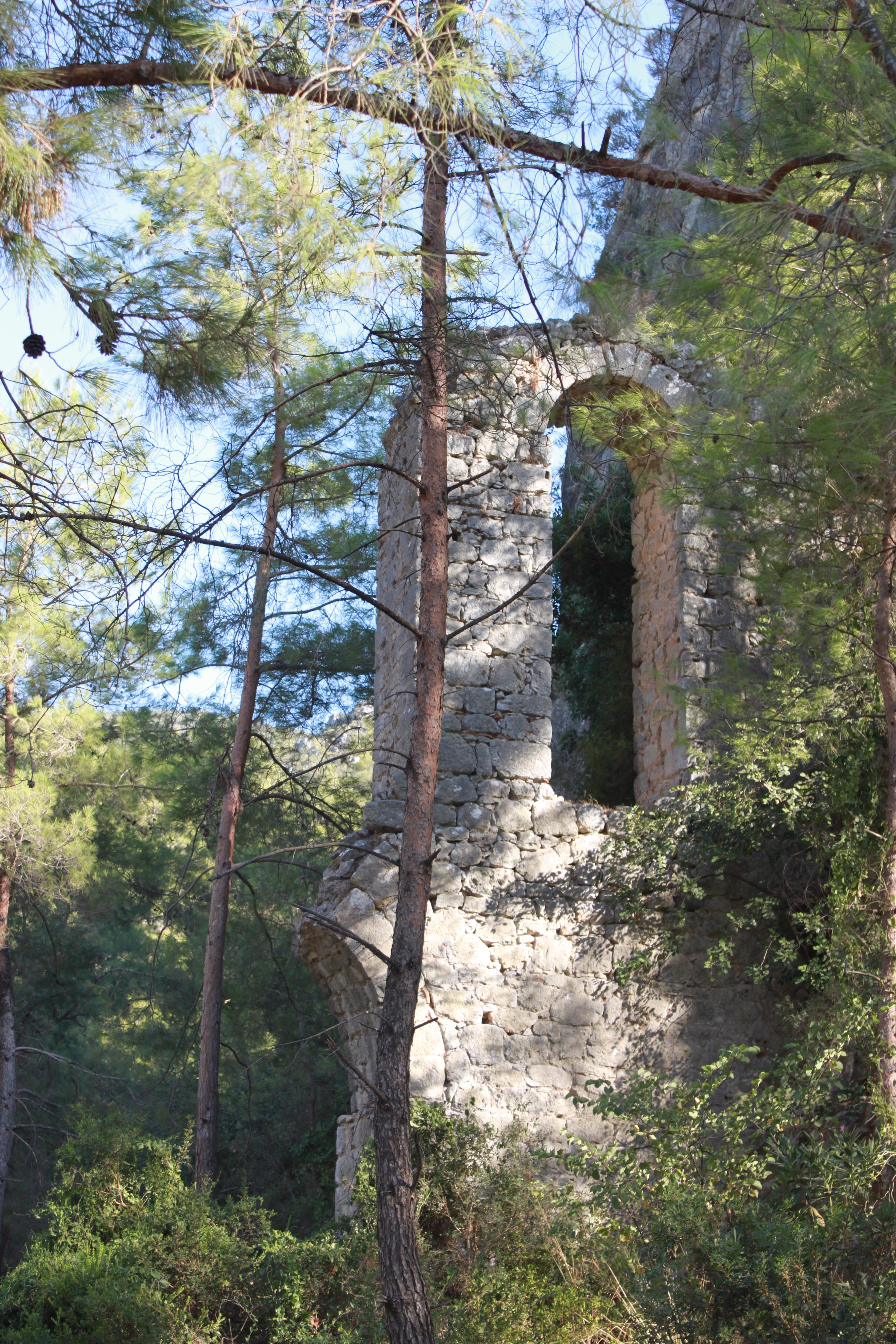
Römisches Viadukt bei Keramos; ca. 1. bis 2. Jahrhundert n. Chr.
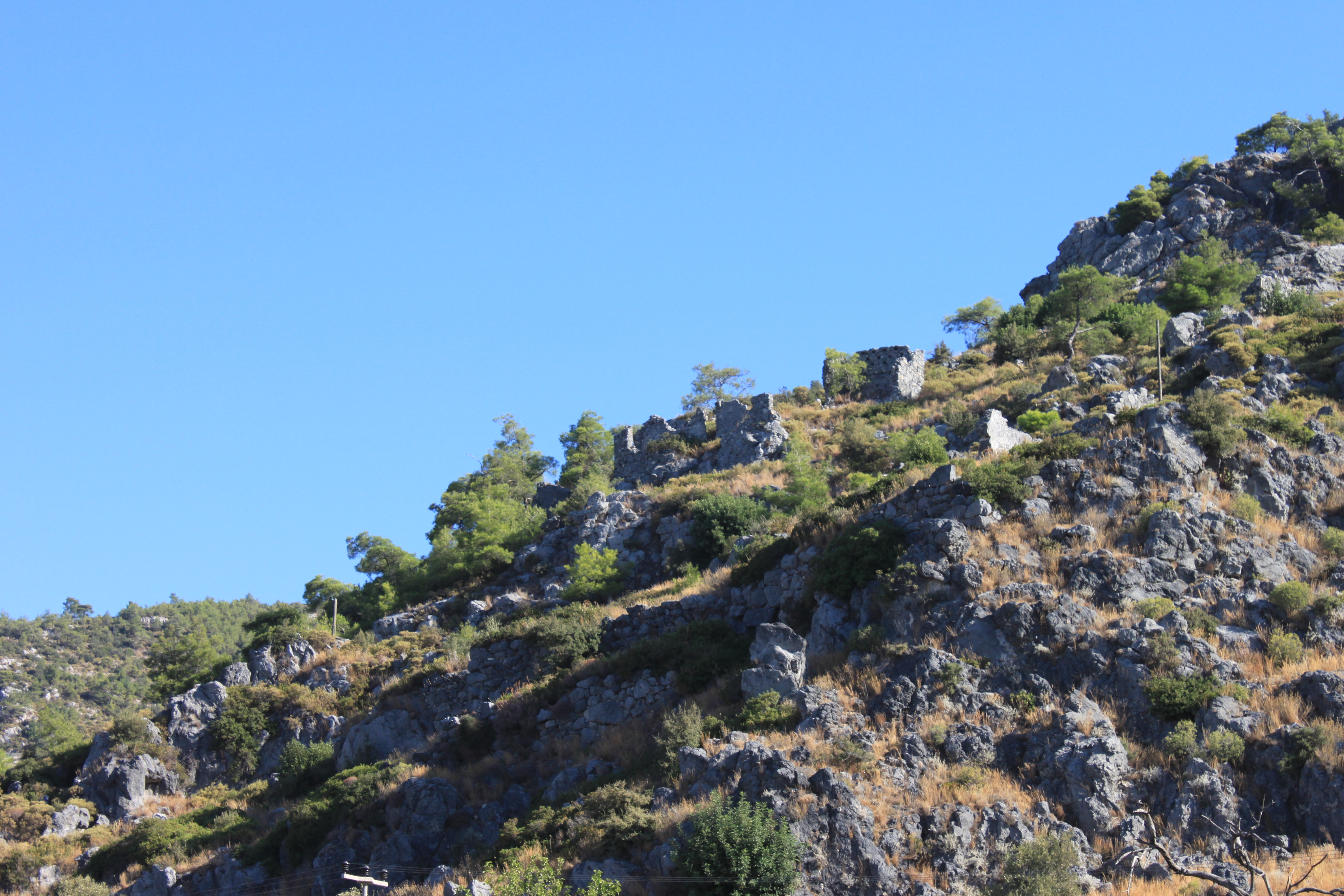
Römische Ruinen im Norden von Keramos, ca. 2. Jahrhundert n. Chr.